# Antoni Pierzchalski
Antoni Pierzchalski – polski matematyk, doktor habilitowany nauk matematycznych.

## Życiorys
W 1971 r. ukończył studia matematyczne na Uniwersytecie Łódzkim, w 1975 r. obronił pracę doktorską pt. Kryterium algebraiczne równoważności quasi-konforemnej rozmaitości Riemanna, której promotorem był prof. Julian Ławrynowicz, w 1999 r. habilitował się na podstawie pracy zatytułowanej Geometria deformacji quasi-konforemnych rozmaitości riemannowskich.
Pracuje na Uniwersytecie Łódzkim.